# Bernie Farber
Pour les articles homonymes, voir Farber.
Bernie Farber (né en 1951) est l'actuel chef de la direction du Congrès juif canadien. Il est le fils d'un survivant de Auschwitz. Bernie Farber a témoigné à de nombreuses occasions devant les tribunaux canadiens en tant que témoin expert sur les crimes haineux

## Les années de jeunesse
Bernie Farber est né à Ottawa, dans la province de l'Ontario au Canada. Son père est un Juif polonais qui a perdu sa première épouse, deux de ses enfants et d'autres membres de sa famille dans la Shoah. Bernie Farber témoigne que l'expérience douloureuse de son père fut une motivation importante dans sa vie, «la douleur que mon père a subi pendant la guerre est ce qui m'a poussé à me battre pour la justice sociale d'aujourd'hui".

## Ses débuts
Bernie Farber est diplômé en 1975 d'un baccalauréat (licence en service social) de l'Université Carleton d'Ottawa. Il occupe son premier emploi comme travailleur social avec la Children's Aid Society et aux Services à la jeunesse d'Ottawa-Carleton. Il intervient auprès des familles en difficulté et auprès d'enfants victimes de mauvais traitements, d'abus et de négligence parentale. Tout en travaillant dans la Children's Aid Society, il est élu au début des années 1980, président de l'Union syndicale locale 454 du syndicat des travailleurs de la fonction publique de l'Ontario. Cette Union syndicale locale représente plus de 300 travailleurs sociaux et intervenants dans les services d'aide de la région d'Ottawa.

## Leadership
Dans les années 1990, Bernie Farber devient un leader dans la communauté juive d'Ottawa. Il est très impliqué dans la campagne du Congrès juif canadien pour permettre au plus grand nombre de juifs en ex-Union Soviétique d'émigrer vers le Canada. Par la suite, Farber est nommé conseiller par le gouvernement de l'Ontario sur le Groupe de travail communautaire contre les crimes haineux. Il est également nommé par la ville de Vaughan, en Ontario, sur le comité sur la sécurité communautaire des droits humains. L'Association ontarienne des chefs de police le nomme membre associé ami. Il est élu directeur général du Congrès Juif canadien en 2005. Il avait auparavant été quelque temps directeur exécutif de la Fédération juive de l'Ontario.

## Controverse sur les homosexuels
Au début de 2009, Bernie Farber prend position contre toute discrimination faite aux homosexuels au Canada. Il participe le 28 juin 2009 à la Gay Pride de Toronto en portant un chandail "Nobody Knows I'm Gay avec le Jewish LGBT, un groupe de jeunes homosexuels juifs affilié à l'association étudiante juive Hillel de Toronto. Une journaliste, Antonia Zerbisias du quotidien Toronto Star saisit ce fait pour attaquer personnellement Bernie Farber et se moquer des juifs au Canada. Le commentaire de Zerbisias suscite une désapprobation générale en Ontario. Certains y voient de l'homophobie, d'autres de l'antisémitisme,,. Finalement le quotidien Toronto Star par l'entremise de son éditeur Kathy English fait des excuses publiques à Bernie Farber. En mars 2010, à la marche d'appui et de solidarité avec l'État d'Israël à Toronto, Bernie Farber marche avec une centaine d'homosexuels juifs. Ce geste indispose plusieurs rabbins présents à la manifestation et Mark Steyn critique dans le magazine Maclean's le comportement de Bernie Farber. La Ligue de défense juive du Canada de son côté prend la défense de Bernie Farber. Le 10 aout 2010, en geste de solidarité, les délégués de la section québécoise du Congrès juif canadien participent à la Gay Pride de Montréal.

## Contributions
Bernie Farber écrit de nombreux articles sur les droits humains, la Shoah, les crimes haineux dans les quotidiens canadiens de langue anglaise:The Globe and Mail, the National Post, the Toronto Star. Il exprime aussi ses opinions dans plusieurs journaux américains comme The Washington Post and The New York Times..
En 1997, Bernie Farber est le rédacteur en chef du Modems: A Report on Organized Hate in Metropolitan Toronto, commissioned by the Access and Equity Centre of the municipality of metro Toronto. Il écrit plusieurs parties de ce rapport fait par le Groupe de réflexion et de recherche sur les crimes haineux dans la région métropolitaine de la ville de Toronto. L'étude ayant été demandée et financée par la municipalité.
Farber apparaît également dans une vidéo Qui est Peter Iswolsky? Cette vidéo réalisée en 1994 sert à l'éducation contre le racisme et l'antisémitisme auprès des jeunes canadiens dans les écoles. Le film a été parrainé par le Congrès juif canadien et le Congrès national des Italo-Canadiens.

## Honneur
- 1994 - médaille commémorative de la Confédération du canada (en)